# Championnat de France de rink hockey de Nationale 2
Le championnat de France de rink hockey National 2, appelé National 2, est une compétition annuelle mettant aux prises vingt meilleurs clubs de rink hockey en France, divisé en deux poules (nord et sud). Il s'agit de la deuxième division de rink hockey française derrière la Nationale 1. Le championnat est organisé par le Comité national de rink hockey de la Fédération française de roller et skateboard.

## Format
Les dix équipes de chaque poule (Nord et Sud) se rencontrent en matchs aller-retour. Le nombre de points attribués pour une victoire, une égalité et une défaite sont 3 points, 1 point et 0 point respectivement. Le classement final du championnat est déterminé par le nombre de points acquis. En cas d'égalité de points, les équipes sont départagées au goal-average particulier en déterminant celle ayant le plus grand nombre de points lors des matches joués entre équipes à égalité, puis si nécessaire celle ayant la plus grande différence de buts lors des matches joués entre équipes à égalité, puis si nécessaire celle ayant la plus grande différence de buts sur toute la compétition. En cas de nouvelle égalité le quotient entre le nombre de buts marqués et encaissés pendant le championnat détermine le classement.
Les deux équipes classées « première » de chacune des poules s’affronteront par matches « aller et retour » (selon
la formule des barrages) pour désigner le Champion de France de N2. Ils sont automatiquement promus en Nationale 1
Toutefois, lorsque l'équipe première d'un club évolue en Nationale 1, l'équipe réserve ne peut pas être promue dans cette division.
Les 9e et 10e de chaque poules sont automatiquement reléguées en Nationale 3.

## Palmarès

### Avant 1991
| Saison | Vainqueur           |
| ------ | ------------------- |
| 1945   | Biarritz OL         |
| 1946   | Biarritz OL         |
| 1947   | Biarritz OL         |
| 1948   | ?                   |
| 1949   | ?                   |
| 1950   | Biarritz OL         |
| 1951   | ?                   |
| 1952   | ?                   |
| 1953   | ?                   |
| 1954   | ?                   |
| 1955   | ?                   |
| 1956   | US Coutras          |
| 1957   | ?                   |
| 1958   | ?                   |
| 1959   | CP Paris            |
| 1960   | ?                   |
| 1961   | LV La Roche sur Yon |
| 1962   | LV La Roche sur Yon |
| 1963   | ?                   |
| 1964   | ?                   |
| 1965   | ?                   |
| 1966   | ?                   |
| 1967   | ?                   |
| 1968   | ?                   |
| 1969   | ?                   |

| Saison | Vainqueur              |
| ------ | ---------------------- |
| 1970   | SHCF Fontenay          |
| 1971   | ?                      |
| 1972   | ASTA Nantes            |
| 1973   | ?                      |
| 1974   | ?                      |
| 1975   | ?                      |
| 1976   | ?                      |
| 1977   | SHCF Fontenay          |
| 1978   | RAC Saint-Brieuc       |
| 1979   | ?                      |
| 1980   | US Coutras             |
| 1981   | ?                      |
| 1982   | ?                      |
| 1983   | ?                      |
| 1984   | ?                      |
| 1985   | CP Saint-Omer          |
| 1986   | HCF Tourcoing          |
| 1987   | US L'Aiguillon-sur-Mer |
| 1988   | H Callac               |
| 1989   | SCRA Saint-Omer        |
| 1990   | Carhaix HC             |

### Depuis 1991
| Saison    | Vainqueur           | Second             | Troisième          |
| --------- | ------------------- | ------------------ | ------------------ |
| 1990/1991 | HC Quévert          | HC Aix-les-Bains   | SA Gazinet Cestas  |
| 1991/1992 | RHC Lyon            | AL Saint-Sébastien |                    |
| 1992/1993 | ROC Vaulx-en-Velin  | SA Mérignac        |                    |
| 1993/1994 | Alençon RS          | Blagnac SC         |                    |
| 1994/1995 | HCF Tourcoing       | SPRS Ploufragan    |                    |
| 1995/1996 | Alençon RS          | APPR Plouguerneau  |                    |
| 1996/1997 | SA Gazinet Cestas   | HC Aix-les-Bains   |                    |
| 1997/1998 | CP Roubaix          | AL Quimper         |                    |
| 1998/1999 | CP Roubaix          | US Villejuif       |                    |
| 1999/2000 | CS Noisy-le-Grand   | SA MérignacR       |                    |
| 2000/2001 | CP Roubaix          | SA Gazinet Cestas  | RAC Saint-Brieuc   |
| 2001/2002 | HC Voiron           | US Villejuif       | RHC Lyon           |
| 2002/2003 | SPRS Ploufragan     | ROC Vaulx-en-Velin | RHC Lyon           |
| 2003/2004 | CS Noisy-le-Grand   | AL Quimper         | RHC Lyon           |
| 2004/2005 | US Villejuif        | AL Ergué-Gabéric   | ROC Vaulx-en-Velin |
| 2005/2006 | RS Gujan-Mestras    | RHC Lyon           | CP Roubaix         |
| 2006-2007 | HCF Tourcoing       | Nantes ARH         | SA Gazinet Cestas  |
| 2007-2008 | ROC Vaulx-en-Velin  | RAC Saint-Brieuc   | SC Loudéac         |
| 2008-2009 | Biarritz OL         | CP Roubaix         | SC Loudéac         |
| 2009-2010 | US Villejuif        | ASTA Nantes        |                    |
| 2010-2011 | AL Plonéour-Lanvern | RH Gleizé          | US Villejuif       |
| 2011-2012 | CS Noisy-le-Grand   | SA Gazinet Cestas  | ASTA Nantes        |
| 2012-2013 | HC QuévertR         | ALC Bouguenais     | Nantes ARH         |
| 2013-2014 | AL Plonéour-Lanvern | Biarritz OL        | Nantes ARH         |
| 2014-2015 | Nantes ARH          | SCRA Saint-OmerR   |                    |
| 2015-2016 | CS Noisy-le-Grand   | Poiré Roller       |                    |
| 2016-2017 | PA Créhen           | ROC Vaulx-en-Velin |                    |
| 2017-2018 | Poiré Roller        | AL Ergué-Gabéric   |                    |
| 2018-2019 | ROC Vaulx-en-Velin  | Biarritz ORH       |                    |
| 2019-2020 | AL Ergué-Gabéric    | RAC Saint-Brieuc   |                    |
| 2020-2021 | ?                   | ?                  |                    |
| 2021-2022 | US Villejuif        | AL Saint-Sébastien |                    |
| 2022-2023 | CP Roubaix          | HR Aix-les-Bains   |                    |
| 2023-2024 | Poiré Roller        | Quintin RC         |                    |
| 2024-2025 | US Villejuif        | HR Aix-les-Bains   |                    |

## Règles de jeu
- Comité Rink Hockey, Règlement sportif 2013, 2013, 141 p. (lire en ligne)

1. ↑  Règlement sportif 2013 — Article 301, p. 85
2. ↑  Règlement sportif 2013 — Article 302, p. 85
3. ↑  Règlement sportif 2013 — Article 304, p. 85